# Вікові дубові насадження (заповідне урочище, Костопільський район)
Вікові́ дубо́ві наса́дження — лісове заповідне урочище в Україні.  
Площа 19 га. Створене рішенням Рівненського облвиконкому від 18.06.1991 року № 98. Землекористувач — Костопільський військовий лісгосп (Грушівське л-во: кв. 103, вид. 19). 
Територія лісового урочища розташована у межах Костопільської денудаційної горбистої рівнини Волинського Полісся. Денна поверхня — рівнинна. У геологічному відношенні рельєф денної поверхні формують льодовикові четвертинні відклади (піски, супіски, суглинки). В урочищі охороняються високопродуктивні дубові насадження.